# Kadahinabylu, Narasimharajapura
Kadahinabylu là một làng thuộc tehsil Narasimharajapura, huyện Chikmagalur, bang Karnataka, Ấn Độ.